# Viktor Wagner
Viktor Vladimirovich Wagner (em russo:  Виктор Владимирович Вагнер; Saratov, 4 de novembro de 1908 — 15 de agosto de 1981) foi um matemático russo.
Seu campo principal de atuação foi a geometria.
Wagner estudou na Universidade Estatal de Moscou, com doutorado supervisionado por Veniamin Kagan. Foi professor de geometria na Universidade Estatal de Saratov. Ocupou-se com geometria diferencial e semigrupos. Em 1952 lançou as bases do estudo de semigrupos inversos.
Recebeu em 1937 a Medalha Lobachevsky.